# Rijksweg 79
Der Rijksweg 79 (Abkürzung: RW 79) – Kurzform: Autosnelweg 79 (Abkürzung: A79) –  ist eine niederländische Autobahn. Er führt durch die Provinz Limburg und verbindet Maastricht über Valkenburg mit Heerlen. Die Strecke wurde ursprünglich als Autoweg S15 von der Provinz Limburg errichtet und 1975 fertiggestellt. Am 21. Mai 1985 erfolgte die Aufstufung zum Autosnelweg und wurde vom Rijkswaterstaat übernommen.
Die Autobahn verbindet die A2 mit der A76, da die beiden Knooppunte nicht vollständig fertiggestellt wurden, gab es bis 2014 nur eine Möglichkeit, von der A79 in Richtung Norden zu fahren. Am Knooppunt Kruisdonk gab es lediglich die Möglichkeit, auf die A2 in Richtung Maastricht zu fahren.
Die A79 verläuft durch eine ganz besondere Landschaft am Rande des Geuldal (deutsch: Göhltal). Bei Valkenburg führt die Straße über eine Talbrücke, einzigartig in den Niederlanden. Dazu verfügt die Strecke noch über mehrere Anstiege und Abfahrten.
Als die Strecke noch von der Provinz verwaltet wurde, hatte sie keine Nummer und es gab auch keine Notrufsäulen. Dazu waren nur die Ausfahrten beleuchtet und die Beschilderung gestaltete sich unzureichend. Als die Trasse dann vom Rijkswaterstaat übernommen wurde, erhielt sie eine Nummer und wurde mit Notrufsäulen, Leitplanken und einer ausreichenden Beschilderung ausgestattet.
Zwischen Valkenburg und Klimmen gab es, als die Strecke noch von der Provinz verwaltet wurde, zwei Rastplätze namens Keelbos (Süden) und Ravensbos (Norden). 2004 wurden diese aber von der Rijkswaterstaat abgerissen. Heute sind nur noch ein paar Asphaltreste der ehemaligen Rastplätze übrig geblieben.
Auffällig ist auch, dass die Hinweisbeschilderung auf die Ausfahrt Voerendaal erst 400 m vorher angezeigt wird. Normalerweise wird 1200 m und 600 m vor der Ausfahrt darauf hingewiesen. Das wurde auch nicht geändert, als die Beschilderung 2004 ausgetauscht wurde. Dies liegt wahrscheinlich daran, dass der Abstand zwischen den Ausfahrten Klimmen und Voerendaal sehr gering ist.

## Anpassungen Kruisdonk und Kunderberg
Die Verbindung am Autobahndreieck (Knooppunt) Kruisdonk Eindhoven-Maastricht und Maastricht-Eindhoven mittels einer Umgehungsstraße und einer Schleife im Zuge des König-Willem-Alexander-Tunnelbaus der A2 in Maastricht und der damit verbundenen infrastrukturellen Veränderungen in der Region realisiert. Dies führt zu einer vollständigen Umleitungsroute zwischen Knooppunt Kruisdonk, Knooppunt Kunderberg und Knooppunt Keresheide.
Rijkswaterstaat hat diese Arbeiten im Sommer 2012 begonnen. Die neuen Umgehungsstraßen und Abfahrten sind seit 2014 fertiggestellt.

## Bilder

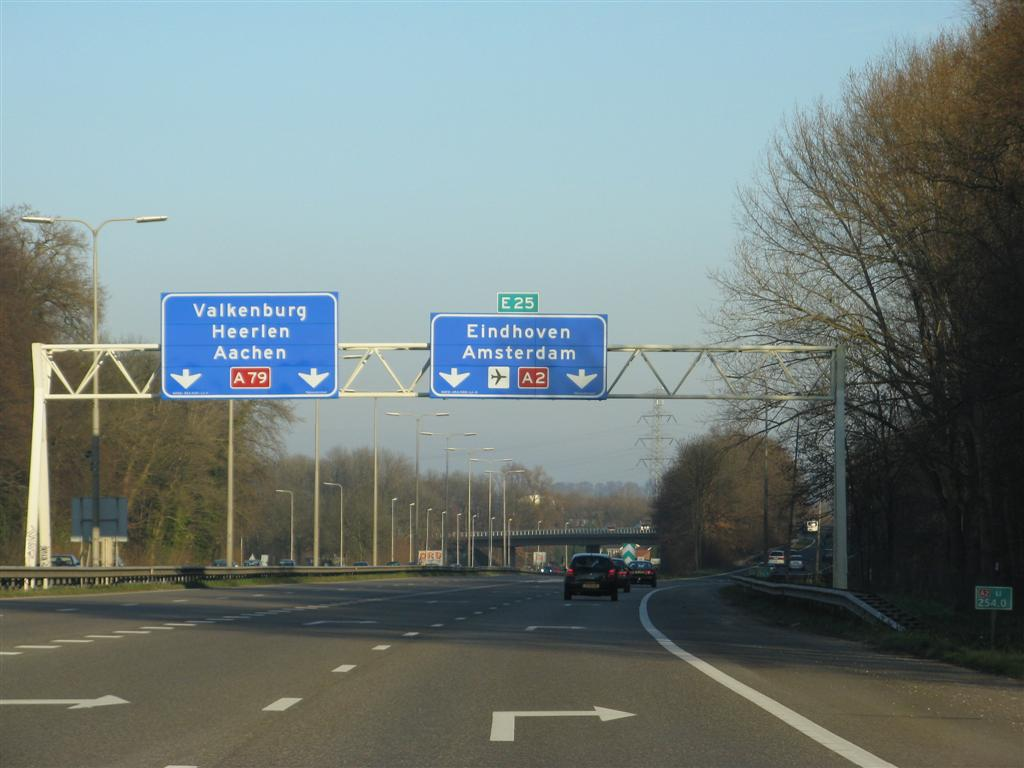
Beginn der A79 am Knooppunt Kruisdonk.
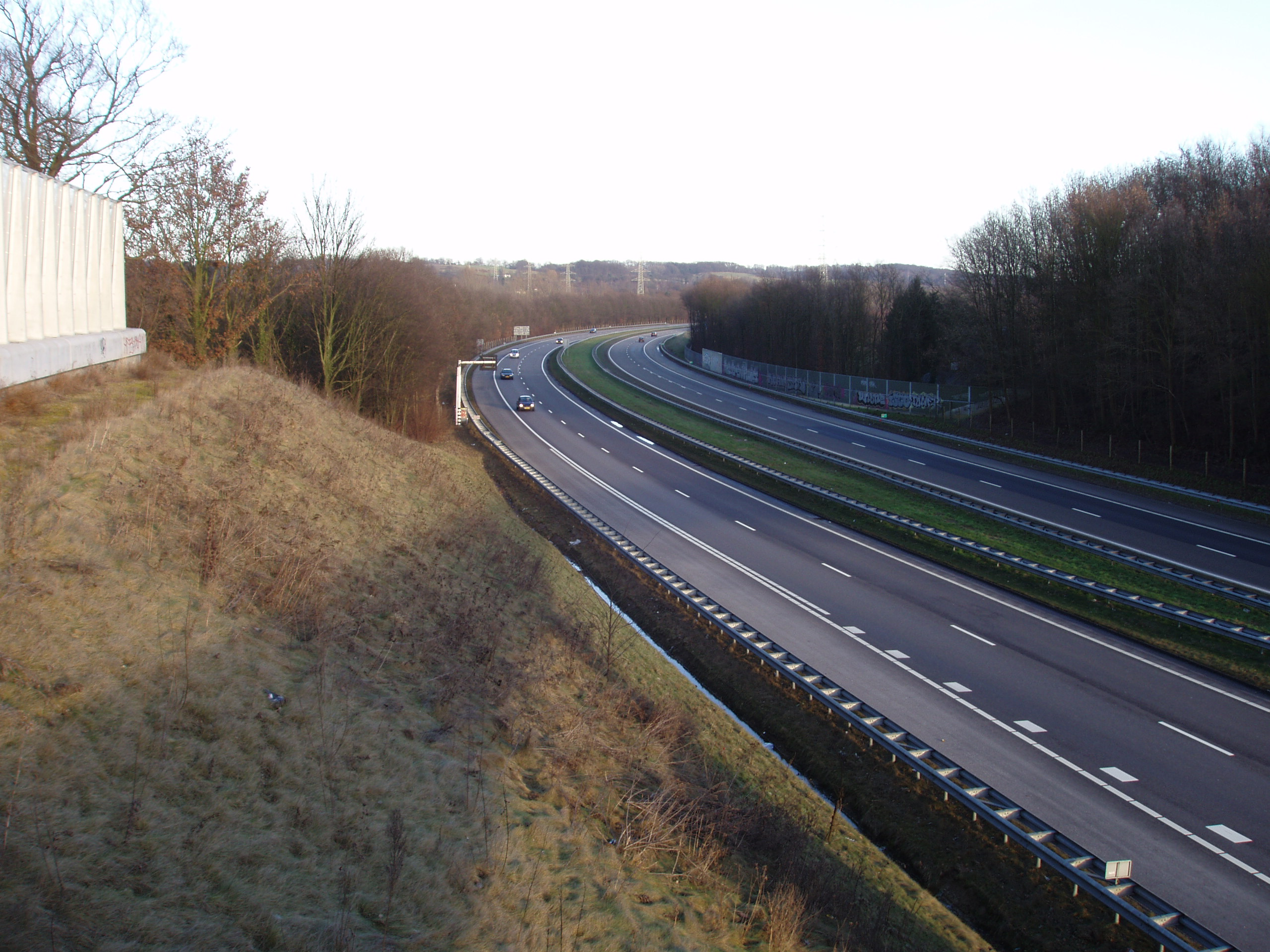
Die A79 in Höhe Rothem.
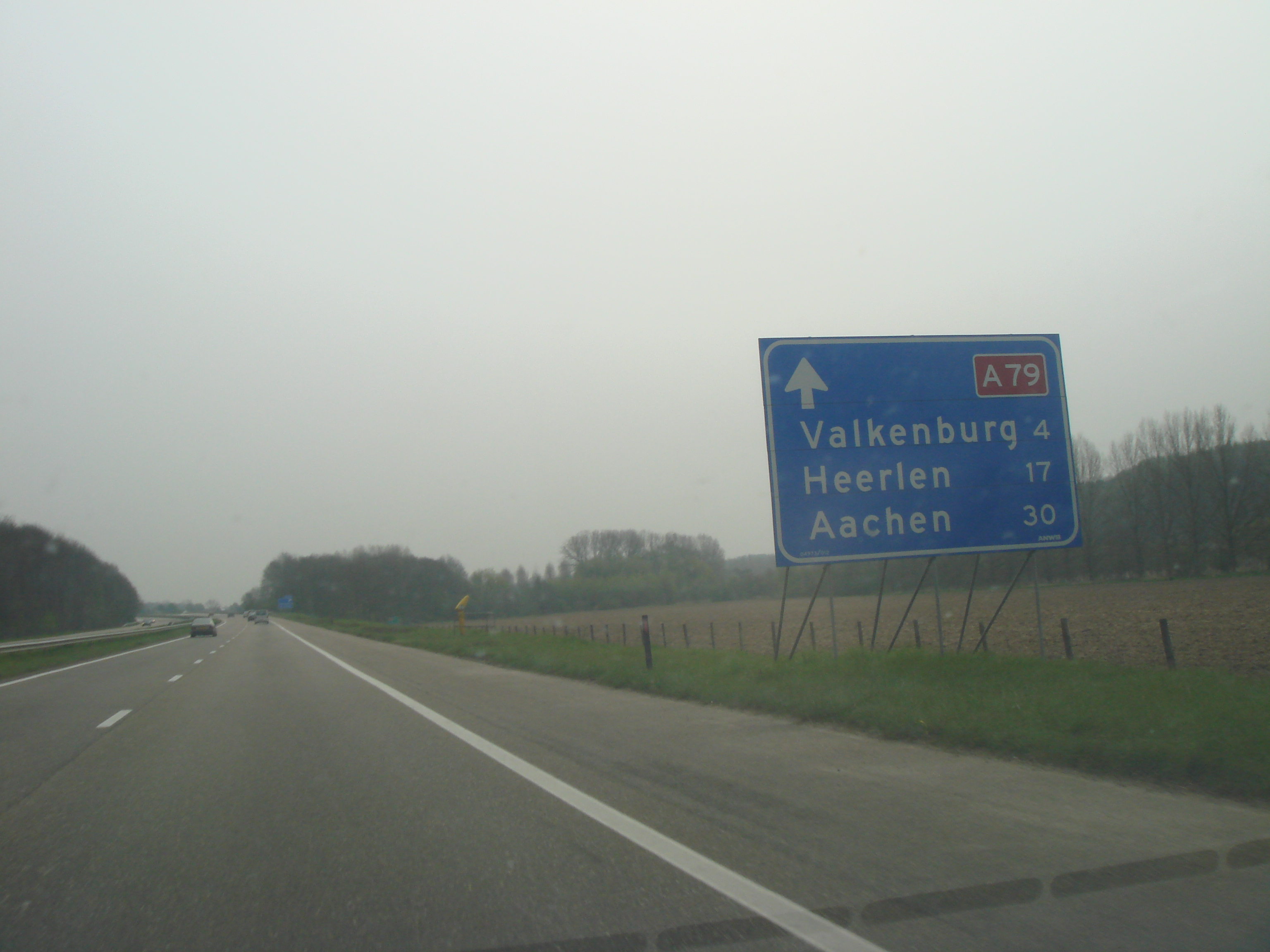
Hinweistafel kurz vor Valkenburg.
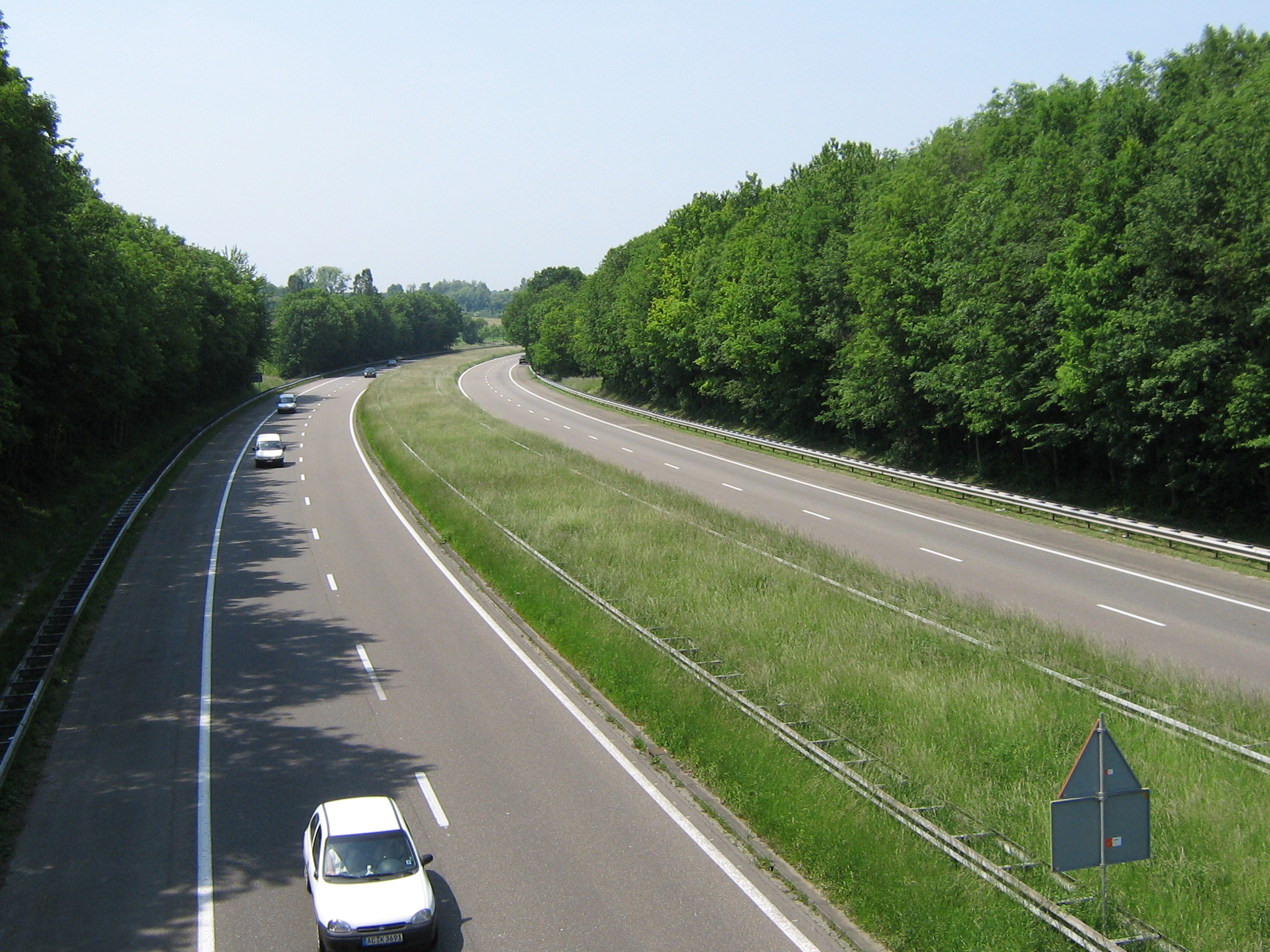
Die A79 bei Valkenburg